# 清水建設江東ブルーシャークス
清水建設江東ブルーシャークス（英: Shimizu Koto Blue Sharks）は、ジャパンラグビーリーグワンに所属しているラグビーユニオンチームである。略称は「江東BS」。練習グラウンドは、清水建設ブルーシャークスラクビ―場（神奈川県横浜市都筑区）。

## 概要
練習グラウンドは、東京都世田谷区にある深沢グラウンド。2018年11月17日に神奈川県横浜市都筑区荏田南町に「清水建設ブルーシャークスラクビ―場」を開所。
チーム名の名付け親は、元ワラビーズのティム・ホランである。

## 歴史
- 1976年 - 清水建設ラグビー部として創部
- 1989年 - 関東社会人リーグ1部に昇格
- 2001年 - クラブチーム化して、清水建設ブルーシャークスに名称変更
- 2021年 - 東京都江東区と「相互連携・支援協力に関する協定」を締結[3]
- 2021年7月16日、新リーグのジャパンラグビーリーグワンのDIVISION3（3部リーグ）に振り分けされ、清水建設江東ブルーシャークスになった[4]。
- 2022シーズンの入替戦で勝利し、DIVISION2へ昇格。
- 2022-23シーズンの入替戦で敗れ、DIVISION3へ降格。
- 2023-24シーズン途中の10戦目で7勝3敗とし、DIVISION3で2位以上が確定。これにより次期DIVISION2への昇格が決定した[5][6]。
- 2024年7月1日、2024-25シーズンに向け、エンブレム、ロゴ、公式戦ファーストジャージのデザインを一新した[7][8]。12月18日、チームソング『SHARKS say YES』を発表[9][10]。

## チームスローガン
- 2024-25シーズン：UP ~Unit Pride~  - 「心技体のレベルUP、Unit単位で強いPrideを持つ」という意味[11]。

## チームソング
- 『SHARKS say YES』新羅慎二（湘南乃風 若旦那） - 2024年12月18日発表[9][10]

## タイトル
最上位リーグ
なし
下位リーグ
- トップイーストリーグDiv.1　優勝：1回（2018）

## 成績

### リーグ戦戦績
- 1995-1996 関東社会人リーグ1部 4位（4勝3敗）
- 1996-1997 関東社会人リーグ1部 3位（4勝3敗）
- 1997-1998 関東社会人リーグ1部 4位（3勝4敗）
- 1998-1999 関東社会人リーグ1部 Aブロック 2位（6勝1敗）
- 1999-2000 関東社会人リーグ1部 Aブロック 6位（3勝4敗）
- 2000-2001 関東社会人リーグ1部 Bブロック 2位（5勝2敗）
- 2001-2002 関東社会人リーグ1部 Aブロック 優勝（7勝）
- 2002-2003 関東社会人リーグ1部 Bブロック 2位（6勝1敗）、トップイースト10へ参入
- 2003-2004 トップイースト10 10位（9敗）
- 2004-2005 トップイースト10 7位（3勝5敗1分）
- 2005-2006 トップイースト10 7位（2勝6敗1分）
- 2006-2007 トップイースト10 8位（3勝7敗）
- 2007-2008 トップイースト11 11位（1勝8敗1分）、関東社会人リーグ1部降格
- 2008-2009 関東社会人リーグ1部 4位（9勝2敗）
- 2009-2010 関東社会人リーグ1部 3位（9勝2敗）
- 2010-2011 関東社会人リーグ1部 3位（9勝2敗）、トップイーストリーグDiv.2へ参入
- 2011-2012 トップイーストリーグDiv.2 3位（4勝2敗）
- 2012-2013 トップイーストリーグDiv.2 2位（6勝1敗）、順位決定戦：4位、トップイーストリーグDiv.2残留
- 2013-2014 トップイーストリーグDiv.2 優勝（6勝1敗）、順位決定戦：3位、トップイーストリーグDiv.2残留
- 2014-2015 トップイーストリーグDiv.2 4位（4勝2敗1分）
- 2015-2016 トップイーストリーグDiv.2 2位（6勝1敗）、順位決定戦：4位、トップイーストリーグDiv.2残留
- 2016-2017 トップイーストリーグDiv.2 優勝（7勝）、順位決定戦：1位、トップイーストリーグDiv.1昇格
- 2017-2018 トップイーストリーグDiv.1 4位[注 1]（7勝2敗）
- 2018-2019 トップイーストリーグDiv.1 優勝（9勝）、3地域チャレンジ：1位、トップチャレンジリーグ入替戦：勝利、トップチャレンジリーグ昇格
- 2019-2020 トップチャレンジリーグ 8位（7敗）、トップリーグカップ プール戦敗退（6位 5敗）
- 2020-2021 トップチャレンジリーグ 4位（リーグ戦：Aグループ2位 1勝2敗、順位決定戦：3位決定戦 敗戦）、ジャパンラグビートップリーグ2021・プレーオフトーナメント 1回戦敗退

### JAPAN RUGBY LEAGUE ONE
| シーズン | DIVISION  | 最終順位 | リーグ順位  | 試合数 | 勝点 | 勝 | 分 | 負 | 得点 | 失点 | 得失差 | 順位決定戦/入替戦                 | 備考                 |
| -------- | --------- | -------- | ----------- | ------ | ---- | -- | -- | -- | ---- | ---- | ------ | --------------------------------- | -------------------- |
| 2022     | DIVISION3 | 2位      | 3位/6チーム | 10     | 30   | 6  | 0  | 4  | 294  | 225  | 69     | 順位決定戦2位 入替戦勝利・昇格    | [ 12 ] [ 13 ]        |
| 2022-23  | DIVISION2 | 5位      | 4位/6チーム | 10     | 12   | 3  | 0  | 7  | 151  | 336  | -185   | 順位決定戦5位 入替戦敗退・降格    | [ 14 ] [ 15 ]        |
| 2023-24  | DIVISION3 | 2位      | 2位/5チーム | 12     | 42   | 9  | 0  | 3  | 413  | 297  | 116    | 自動昇格                          | [ 16 ]               |
| 2024-25  | DIVISION2 | 7位      | 7位/8チーム | 14     | 24   | 5  | 1  | 8  | 345  | 487  | -142   | DIVISION3 2位との入替戦勝利・残留 | [ 17 ] [ 18 ] [ 19 ] |

## 2024-25シーズンの順位
| \| \| JAPAN RUGBY LEAGUE ONE 2024-25 DIVISION 2 順位表（2025年5月31日時点）出典：[20] \| 編集 \|                                                                                        | | | | | | | | | | | | | | | | |
| リーグ戦 順位 | チーム | 試合数 | 勝ち点 | 勝 | 分 | 負 | 得点 | 失点 | 得失差 | T | G | PG | DG | 反則数 | 入替戦 | 最終結果 |
| 優勝 | 豊田自動織機シャトルズ愛知 | 14 | 52 | 11 | 0 | 3 | 482 | 266 | 216 | 71 | 56 | 5 | 0 | 173 | 第13節でDIVISION2優勝決定 DIVISION1 12位との入替戦                                                                                                  | 残留 |
| 2位 | 花園近鉄ライナーズ | 14 | 51 | 10 | 1 | 3 | 489 | 296 | 193 | 72 | 51 | 9 | 0 | 159 | 第14節で2位決定 DIVISION1 11位との入替戦 | 残留 |
| 3位 | NECグリーンロケッツ東葛 | 14 | 49 | 10 | 0 | 4 | 513 | 313 | 200 | 76 | 59 | 4 | 1 | 167 | ‐ | ‐ |
| 4位 | レッドハリケーンズ大阪 | 14 | 30 | 6 | 0 | 8 | 337 | 356 | -19 | 43 | 31 | 20 | 0 | 159 | ‐ | ‐ |
| 5位 | 日野レッドドルフィンズ | 14 | 26 | 5 | 1 | 8 | 348 | 507 | -159 | 50 | 34 | 10 | 0 | 184 | ‐ | ‐ |
| 6位 | 九州電力キューデンヴォルテクス | 14 | 21 | 5 | 1 | 8 | 327 | 436 | -109 | 40 | 29 | 22 | 1 | 157 | 第14節でD3入替戦を回避決定 | ‐ |
| 7位 | 清水建設江東ブルーシャークス | 14 | 24 | 5 | 1 | 8 | 345 | 487 | -142 | 44 | 34 | 19 | 0 | 157 | DIVISION3 2位との入替戦 | 残留 |
| 8位 | 日本製鉄釜石シーウェイブス | 14 | 11 | 2 | 0 | 12 | 326 | 506 | -180 | 44 | 35 | 12 | 0 | 148 | 第13節で最下位確定 DIVISION3 1位との入替戦 | 残留 |
| | | | | | | | | | | | | | | | | |
| - 勝ち点は、勝ち4点、引き分け2点、負け0点。 - ただし、7点差以内の負けは1点を付与、3トライ差以上での勝ちは追加で1点を付与。 - 同じ勝ち点である場合は下記の順番で順位を決定する。 1. 抽選 | - 勝ち点は、勝ち4点、引き分け2点、負け0点。 - ただし、7点差以内の負けは1点を付与、3トライ差以上での勝ちは追加で1点を付与。 - 同じ勝ち点である場合は下記の順番で順位を決定する。 1. 抽選 | - 勝ち点は、勝ち4点、引き分け2点、負け0点。 - ただし、7点差以内の負けは1点を付与、3トライ差以上での勝ちは追加で1点を付与。 - 同じ勝ち点である場合は下記の順番で順位を決定する。 1. 抽選 | - 勝ち点は、勝ち4点、引き分け2点、負け0点。 - ただし、7点差以内の負けは1点を付与、3トライ差以上での勝ちは追加で1点を付与。 - 同じ勝ち点である場合は下記の順番で順位を決定する。 1. 抽選 | - 勝ち点は、勝ち4点、引き分け2点、負け0点。 - ただし、7点差以内の負けは1点を付与、3トライ差以上での勝ちは追加で1点を付与。 - 同じ勝ち点である場合は下記の順番で順位を決定する。 1. 抽選 | - 勝ち点は、勝ち4点、引き分け2点、負け0点。 - ただし、7点差以内の負けは1点を付与、3トライ差以上での勝ちは追加で1点を付与。 - 同じ勝ち点である場合は下記の順番で順位を決定する。 1. 抽選 | - 勝ち点は、勝ち4点、引き分け2点、負け0点。 - ただし、7点差以内の負けは1点を付与、3トライ差以上での勝ちは追加で1点を付与。 - 同じ勝ち点である場合は下記の順番で順位を決定する。 1. 抽選 | - 勝ち点は、勝ち4点、引き分け2点、負け0点。 - ただし、7点差以内の負けは1点を付与、3トライ差以上での勝ちは追加で1点を付与。 - 同じ勝ち点である場合は下記の順番で順位を決定する。 1. 抽選 | - 勝ち点は、勝ち4点、引き分け2点、負け0点。 - ただし、7点差以内の負けは1点を付与、3トライ差以上での勝ちは追加で1点を付与。 - 同じ勝ち点である場合は下記の順番で順位を決定する。 1. 抽選 | - 勝ち点は、勝ち4点、引き分け2点、負け0点。 - ただし、7点差以内の負けは1点を付与、3トライ差以上での勝ちは追加で1点を付与。 - 同じ勝ち点である場合は下記の順番で順位を決定する。 1. 抽選 | - 勝ち点は、勝ち4点、引き分け2点、負け0点。 - ただし、7点差以内の負けは1点を付与、3トライ差以上での勝ちは追加で1点を付与。 - 同じ勝ち点である場合は下記の順番で順位を決定する。 1. 抽選 | - 勝ち点は、勝ち4点、引き分け2点、負け0点。 - ただし、7点差以内の負けは1点を付与、3トライ差以上での勝ちは追加で1点を付与。 - 同じ勝ち点である場合は下記の順番で順位を決定する。 1. 抽選 | - 勝ち点は、勝ち4点、引き分け2点、負け0点。 - ただし、7点差以内の負けは1点を付与、3トライ差以上での勝ちは追加で1点を付与。 - 同じ勝ち点である場合は下記の順番で順位を決定する。 1. 抽選 | - 勝ち点は、勝ち4点、引き分け2点、負け0点。 - ただし、7点差以内の負けは1点を付与、3トライ差以上での勝ちは追加で1点を付与。 - 同じ勝ち点である場合は下記の順番で順位を決定する。 1. 抽選 | - 勝ち点は、勝ち4点、引き分け2点、負け0点。 - ただし、7点差以内の負けは1点を付与、3トライ差以上での勝ちは追加で1点を付与。 - 同じ勝ち点である場合は下記の順番で順位を決定する。 1. 抽選 | - 1位はDIVISION1の12位と、 2位はDIVISION1の11位と、 それぞれ入替戦を行う。 - 7位はDIVISION3の2位と、 8位はDIVISION3の1位と、 それぞれ入替戦を行う。 | - 1位はDIVISION1の12位と、 2位はDIVISION1の11位と、 それぞれ入替戦を行う。 - 7位はDIVISION3の2位と、 8位はDIVISION3の1位と、 それぞれ入替戦を行う。 |
| | JAPAN RUGBY LEAGUE ONE 2024-25 DIVISION 2 順位表（2025年5月31日時点）出典： | 編集 | | | | | | | | | | | | | | |

## 2025-26シーズンのスコッド
開幕前、2025-26シーズンでの選手登録までは、「チームに所属している選手」の一覧に過ぎないことに留意。
カテゴリA（日本代表の実績または資格あり）は、試合登録枠17名以上、同時出場可能枠11名以上。カテゴリB（日本代表の資格獲得見込み）は、試合登録枠・同時出場可能枠ともに任意。カテゴリC（他国代表歴あり等、カテゴリ A, B以外）は、試合登録枠3名以下。
清水建設江東ブルーシャークスの2025-26シーズンのスコッドは下記のとおり。2025年6月25日現在。
監督: 仁木啓裕、ヘッドコーチ: 吉廣広征
| 選手                                | ポジション     | 身長  | 体重  | 誕生日（年齢）         | 登録区分  |
| ----------------------------------- | -------------- | ----- | ----- | ---------------------- | --------- |
| 大和大祐                            | プロップ       | 180cm | 120kg | 2000年4月28日（25歳）  | カテゴリA |
| 野村三四郎                          | プロップ       | 177cm | 110kg | 2000年9月2日（24歳）   | カテゴリA |
| 李優河                              | プロップ       | 179cm | 114kg | 2001年2月28日（24歳）  | カテゴリA |
| 吉川豪人                            | プロップ       | 178cm | 106kg | 2000年1月5日（25歳）   | カテゴリA |
| 齊藤遼太                            | プロップ       | 182cm | 114kg | 1999年7月13日（25歳）  | カテゴリA |
| 菅原崇聖                            | プロップ       | 175cm | 105kg | 1987年3月13日（38歳）  | カテゴリA |
| 志村太基                            | プロップ       | 170cm | 100kg | 1995年9月6日（29歳）   | カテゴリA |
| 奈良真弥                            | プロップ       | 180cm | 105kg | 2001年8月31日（23歳）  | カテゴリA |
| 中森樹生                            | プロップ       | 179cm | 99kg  | 2002年4月14日（23歳）  | カテゴリA |
| 麻生尚宏                            | プロップ       | 182cm | 112kg | 2002年6月10日（23歳）  | カテゴリA |
| 山本泰之                            | フッカー       | 170cm | 95kg  | 2000年3月5日（25歳）   | カテゴリA |
| 田森海音                            | フッカー       | 180cm | 93kg  | 1999年6月4日（26歳）   | カテゴリA |
| 田中利輝                            | フッカー       | 176cm | 95kg  | 1998年10月18日（26歳） | カテゴリA |
| 大西訓平                            | フッカー       | 177cm | 100kg | 1996年4月26日（29歳）  | カテゴリA |
| 立川直道                            | フッカー       | 174cm | 96kg  | 1988年10月31日（36歳） | カテゴリA |
| 金勇哲                              | フッカー       | 174cm | 98kg  | 2002年6月12日（23歳）  | カテゴリA |
| マヘ・ヴァイラヌ                    | フッカー       | 175cm | 109kg | 1997年1月7日（28歳）   | カテゴリC |
| エド・ホームズ                      | ロック         | 195cm | 118kg | 1995年12月27日（29歳） | カテゴリB |
| 日高駿                              | ロック         | 191cm | 108kg | 1990年2月15日（35歳）  | カテゴリA |
| 崎野諒太                            | ロック         | 185cm | 103kg | 1990年2月5日（35歳）   | カテゴリA |
| トム・ロウ                          | ロック         | 200cm | 114kg | 1991年2月21日（34歳）  | カテゴリA |
| 安達航洋                            | ロック         | 190cm | 107kg | 2002年2月9日（23歳）   | カテゴリA |
| 佐藤大地                            | ロック         | 185cm | 103kg | 2003年1月26日（22歳）  | カテゴリA |
| イカ・モツラロ・タカウ              | ロック         | 189cm | 113kg | 1995年1月9日（30歳）   | カテゴリC |
| 大崎哲徳                            | フランカー     | 182cm | 97kg  | 1999年4月26日（26歳）  | カテゴリA |
| ウサ・バレイラウトカ                | フランカー     | 177cm | 104kg | 1996年6月27日（29歳）  | カテゴリA |
| 長谷銀次朗                          | フランカー     | 180cm | 95kg  | 1998年8月4日（26歳）   | カテゴリA |
| 高橋広大                            | フランカー     | 184cm | 102kg | 1998年5月9日（27歳）   | カテゴリA |
| 松土治樹                            | フランカー     | 180cm | 96kg  | 1996年1月6日（29歳）   | カテゴリA |
| ジョシュア・バシャム                | フランカー     | 194cm | 109kg | 1999年4月17日（26歳）  | カテゴリB |
| 井上雄太                            | フランカー     | 168cm | 88kg  | 2000年7月9日（25歳）   | カテゴリA |
| シオネ・ハヴィリ・タリトゥイ        | フランカー     | 187cm | 108kg | 1998年1月25日（27歳）  | カテゴリC |
| トコキオソシセニ                    | ナンバー8      | 189cm | 125kg | 1993年2月1日（32歳）   | カテゴリA |
| トロケマイケル                      | ナンバー8      | 184cm | 105kg | 1990年5月15日（35歳）  | カテゴリA |
| マーフィー・タラマイ                | ナンバー8      | 187cm | 103kg | 1992年8月17日（32歳）  | カテゴリC |
| 白子雄太郎                          | ナンバー8      | 184cm | 98kg  | 1993年1月10日（32歳）  | カテゴリA |
| 坂原春光                            | スクラムハーフ | 163cm | 72kg  | 2001年2月27日（24歳）  | カテゴリA |
| ケイン・ハミントン                  | スクラムハーフ | 170cm | 73kg  | 1990年9月24日（34歳）  | カテゴリB |
| 臼井礼二朗                          | スクラムハーフ | 170cm | 75kg  | 1998年9月6日（26歳）   | カテゴリA |
| 臼井礼二朗                          | スクラムハーフ | 171cm | 75kg  | 1998年9月6日（26歳）   | カテゴリA |
| 金築達也                            | スクラムハーフ | 181cm | 80kg  | 2001年8月9日（23歳）   | カテゴリA |
| 松尾磨人                            | スクラムハーフ | 173cm | 78kg  | 2001年7月2日（24歳）   | カテゴリA |
| クリップスヘイデン                  | スタンドオフ   | 177cm | 83kg  | 1990年10月30日（34歳） | カテゴリA |
| 桑田宗一郎                          | スタンドオフ   | 170cm | 74kg  | 2000年1月11日（25歳）  | カテゴリA |
| 山田雅也                            | スタンドオフ   | 171cm | 82kg  | 1998年7月3日（27歳）   | カテゴリA |
| リマ・ソポアンガ                    | スタンドオフ   | 175cm | 92kg  | 1991年2月3日（34歳）   | カテゴリC |
| ビリー・バーンズ (ラグビーユニオン) | スタンドオフ   | 183cm | 87kg  | 1994年6月13日（31歳）  | カテゴリC |
| エッセンドン・トゥイトゥポウ        | ウイング       | 188cm | 88kg  | 2003年12月3日（21歳）  | カテゴリB |
| 高井優志                            | ウイング       | 175cm | 80kg  | 2001年3月26日（24歳）  | カテゴリA |
| 宮崎永也                            | ウイング       | 176cm | 84kg  | 1996年6月5日（29歳）   | カテゴリA |
| テレンス・へプテマ                  | センター       | 183cm | 95kg  | 1992年1月3日（33歳）   | カテゴリB |
| ノア・フォスター                    | センター       | 180cm | 95kg  | 1999年8月17日（25歳）  | カテゴリB |
| シアレ・ピウタウ                    | センター       | 185cm | 102kg | 1985年10月13日（39歳） | カテゴリC |
| ジョンベン・コッツェ                | センター       | 185cm | 95kg  | 1993年1月24日（32歳）  | カテゴリA |
| 野田涼太                            | センター       | 178cm | 86kg  | 1996年9月15日（28歳）  | カテゴリA |
| 金村拓耶                            | センター       | 178cm | 88kg  | 1995年9月13日（29歳）  | カテゴリA |
| 藤岡竜也                            | センター       | 183cm | 95kg  | 2003年3月13日（22歳）  | カテゴリA |
| マリティノ・ネマニ                  | センター       | 181cm | 104kg | 1991年5月24日（34歳）  | カテゴリC |
| コンラッド・バンワイク              | フルバック     | 184cm | 93kg  | 1988年1月8日（37歳）   | カテゴリA |
| 尾崎達洋                            | フルバック     | 185cm | 90kg  | 1995年8月13日（29歳）  | カテゴリA |
| 西端玄汰                            | フルバック     | 176cm | 82kg  | 2002年7月21日（22歳）  | カテゴリA |
| キャメロン・ベイリー                | フルバック     | 191cm | 100kg | 1996年2月21日（29歳）  | カテゴリC |

## 過去の所属選手
- 安藤泰洋
- 石田一貴
- 大隈隆明
- 丹羽政彦
- マルジーン・イラウア（日本代表）
- ホネティ・タウモハパイ
- 横山健一
- 横山伸一
- サム・ワイクス
- ファエアマニオペティ
- 小島潤一
- ニコラス・クラスカ
- カーワン・ペッカフォウ
- 中田英里
- 新本亘
- 櫻井朋広
- ルーク・マカリスター
- 増田慶介
- フィリモニ・ワンカイナベテ
- 高忠伸
- 秋山哲平
- ジョシュ・ベックハイス
- ラトゥイラレプハ
- 盛田志
- アライモアナ・モツアプアカ
- ディック・ウィルソン
- 金沢一希
- 佐藤勇人
- 陳野原涼
- 後藤海夏人
- ナッシュ・タイ
- ノーラン・トーマス
- 渡邉洋人
- 小川拓朗
- 安永賢人
- 安藤泰洋
- 原田健司
- 茂野圭輝
- ガース・エイプリル
- 藤高将
- ピーターセン・サージャル
- バレイラウトカ・ウサ
- 野中亮志

【2023-24シーズンまでで退団↓】
- 大隈隆明
- 森田澄
- 金澤徹
- オルビン・レジャー
- サム・チョンキット

【2025年5月退団↓】
- 間藤郁也
- 佐藤諒
- 櫻井大志
- 井上拓
- 佐々木周平
- 森谷直貴

【2025年6月退団↓】
- ジョンベン・コッツェ
- マーフィー・タラマイ
- トロケマイケル
- ケイン・ハミントン
- ジョシュア・バシャム
- リマ・ソポアンガ